# Sphaerias blanfordi
Sphaerias blanfordi is een vleermuis uit de familie der vleerhonden (Pteropodidae). De soort is verspreid gevonden in bergland en heuvelland in India (Uttar Pradesh), Nepal en het grensgebied tussen Myanmar en Thailand. Verder in China in het oosten van Yunnan en zuidelijk Tibet. Van deze schaars voorkomende soort is weinig bekend. Hij bewoont bamboebossen.
De populatie is niet gekwantificeerd. De soort staat voorlopig nog als niet bedreigd op de internationale rode lijst. De oogst van bamboe en de omzetting van bos in landbouwgronden vormen echter een bedreiging voor het leefgebied van deze soort.